# 신키바역
신키바역(일본어: 新木場駅, しんきばえき)은 일본 도쿄도 고토구에 있는 철도역이다.
도쿄 지하철 유라쿠초 선, 게이요 선, 도쿄 임해 고속 철도 린카이 선이 만나는 환승역이다.

## 승강장

### 도쿄 지하철
승강장이 지상 2층에 있다.
| 1 | ○ 유라쿠초 선 | 하차 전용 승강장 |
| 2 | ○ 유라쿠초 선 | 유라쿠초·나가타초·이케부쿠로·고타케무카이하라·와코시 도부 도조 선으로 직결 운행 가와고에시·신린코엔 세이부 철도 이케부쿠로 선으로 직결 운행 도코로자와·한노 오다큐 선에 직결 운행 메트로 하코네 혼아쓰기 방면 |

### 동일본 여객철도
승강장이 지상 4층에 있다.
| 1 | 게이요 선   | 가이힌마쿠하리·소가 방면                           |
| 1 | 무사시노 선 | 니시후나바시·신마쓰도·무사시우라와·후추혼마치 방면 |
| 2 | 게이요 선   | 도쿄 방면                                          |

### 도쿄 임해 고속 철도
승강장이 지상 2층에 있다.
| 1・2 | ■ 린카이 선 | 도쿄 텔레포트·오이마치·오사키 사이쿄 선으로 직결 운행 시부야·신주쿠·오미야·가와고에 방면 |

## 역세권 정보
- 도쿄 만
- 도쿄타츠미국제수영장
- 유메노시마 섬
- 닛폰 전기 소프트(NEC) 본사
- 국도 357호선
- 수도고속도로 완간 선 신키바 나들목

## 역사
- 1988년 6월 8일: 유라쿠초 선의 역이 영업 개시.
- 1988년 12월 1일: 게이요 선의 역이 영업 개시, 환승역이 되다.
- 1996년 3월 30일: 린카이 선의 역이 영업 개시.

## 사진

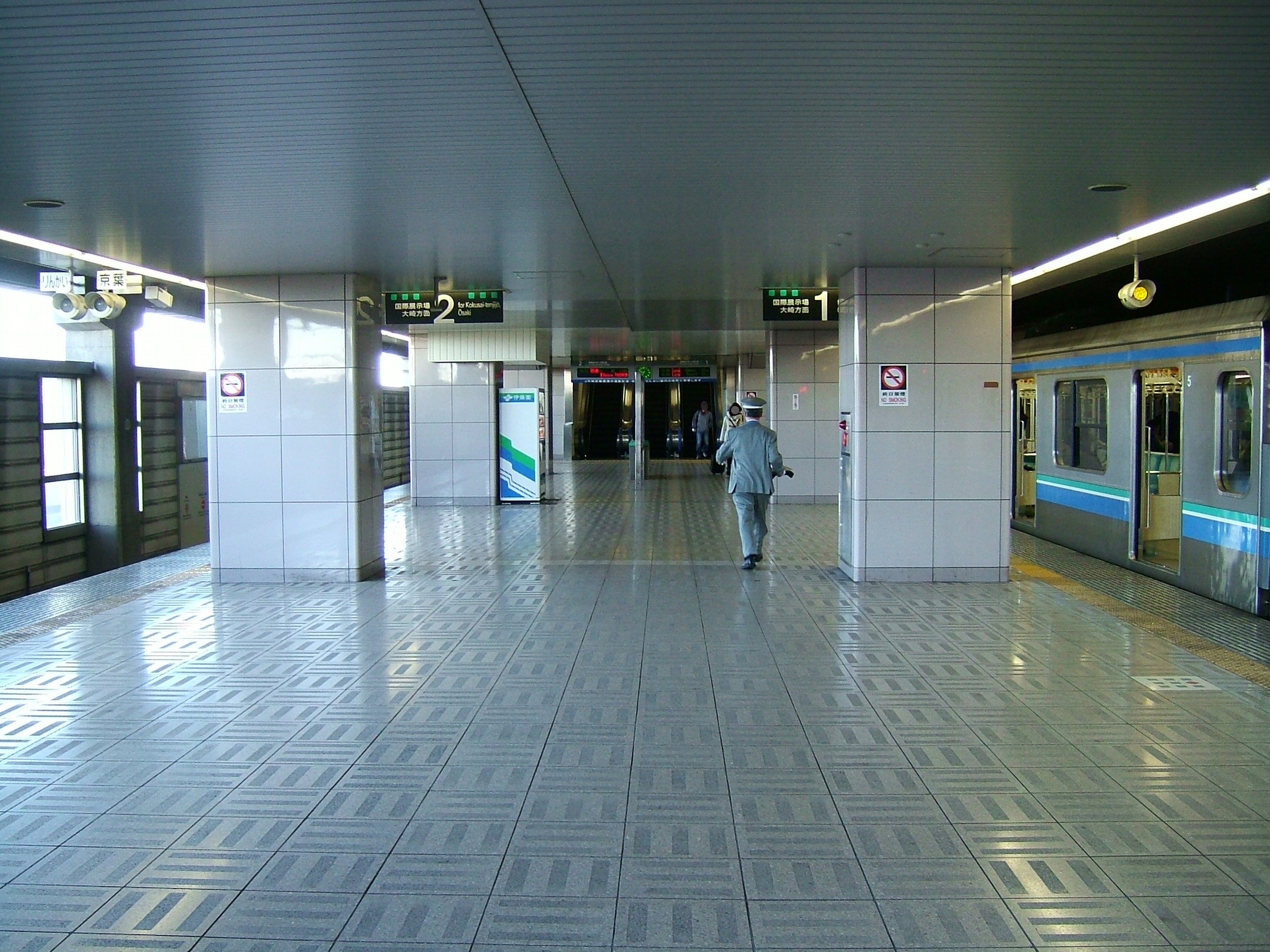
린카이 선의 승강장 모습

## 인접역
| 동일본 여객철도 게이요 선     | 동일본 여객철도 게이요 선        | 동일본 여객철도 게이요 선                     |
| ----------------------------- | -------------------------------- | --------------------------------------------- |
| JE 02 핫초보리 도쿄 방면      | 게이요 선 통근쾌속               | 소가 방면                                     |
| JE 02 핫초보리 도쿄 방면      | 게이요 선 쾌속                   | JE 07 마이하마 소가 방면                      |
| JE 04 시오미 도쿄 방면        | 게이요 선 · 무사시노 선 각역정차 | JE 06 가사이린카이코엔 소가 · 후추혼마치 방면 |
| 도쿄 임해 고속 철도 린카이 선 |                                  |                                               |
| 시·종착역                     | 린카이 선                        | R 02 시노노메 오사키 방면                     |
| 도쿄 메트로 8호선             |                                  |                                               |
| Y23 다쓰미 와코시 방면        | 유라쿠초 선                      | 시·종착역                                     |